# Danouk Bannink
Danouk Bannink (Alkmaar, 12 februari 1997) is een Nederlands langebaanschaatsster.
Tussen 2010 en 2013 reed Bannink ook wielerwedstrijden, maar koos er in 2016 voor zich volledig op het schaatsen te richten. In 2010 en 2011 werd ze Nederlands kampioen mountainbike bij de jeugd.

## Records

### Persoonlijke records[2]
| Afstand    | Tijd    | Datum            | Baan       |
| ---------- | ------- | ---------------- | ---------- |
| 500 meter  | 39,42   | 12 januari 2019  | Heerenveen |
| 1000 meter | 1.19,46 | 27 januari 2019  | Heerenveen |
| 1500 meter | 2.05,89 | 7 oktober 2018   | Heerenveen |
| 3000 meter | 4.41,22 | 19 november 2014 | Heerenveen |